# Jeff Dowtin
Jeffrey "Jeff" Dowtin Jr. (Upper Marlboro, 10 de maio de 1997) é um jogador norte-americano de basquete profissional que atualmente joga no Philadelphia 76ers da National Basketball Association e no Delaware Blue Coats da G-League.
Ele jogou basquete universitário na Universidade de Rhode Island.

## Carreira no ensino médio
Dowtin frequentou o St. John's College, onde teve médias de 15,3 pontos e 5,0 assistências em sua última temporada e levou a sua equipe a um recorde de 29–5, sendo nomeado para a Segunda Equipe do Washington Post.
Em 2016, ele foi identificado como um recruta de três estrelas pela Scout, Rivals e ESPN e foi classificado como o 43º melhor armador do país pela ESPN e o 21º melhor armador pela 247Sports.

## Carreira universitária
Dowtin jogou basquete universitário pela Universidade de Rhode Island, onde jogou em 128 jogos e teve médias de 11 pontos, 2,8 rebotes, 3,7 assistências e 1 roubo de bola. Dowtin ajudou a levar a sua equipe a duas participações em Torneios da NCAA em 2017 e 2018. Em sua última temporada, ele teve médias de 13,9 pontos, 3,5 rebotes e 3,2 assistências e ganhou uma vaga na Terceira-Equipe da Atlantic 10.

## Carreira profissional

### Lakeland Magic (2021)
Depois de não ter sido selecionado no draft da NBA de 2020, Dowtin assinou um contrato de 10 dias com o Orlando Magic em 19 de dezembro de 2020 mas foi dispensado no mesmo dia.
Em 24 de janeiro de 2021, ele assinou com o Lakeland Magic da G-League como jogador afiliado. Ele disputou 15 partidas e teve médias de 6,5 pontos, 1,6 rebotes e 2,5 assistências em 19,8 minutos. Lakeland acabou vencendo o título da G-League contra o Delaware Blue Coats com Dowtin marcando 8 pontos.

### Golden State Warriors (2021–2022)
Em 8 de setembro de 2021, Dowtin assinou um contrato com o Orlando Magic. No entanto, ele foi dispensado no final do campo de treinamento. Em 18 de outubro, ele foi reivindicado pelo Golden State Warriors, posteriormente transformando seu acordo em um contrato de mão dupla com o Santa Cruz Warriors. Em 2 de janeiro de 2022, ele foi dispensado pelos Warriors.

### Milwaukee Bucks (2022)
Em 7 de janeiro de 2022, Dowtin assinou um contrato de 10 dias com o Milwaukee Bucks. Em 12 de janeiro, ele foi designado para o Wisconsin Herd da G-League.

### Orlando/Lakeland Magic (2022)
Em 19 de janeiro de 2022, Dowtin foi readquirido pelo Lakeland Magic. Ele foi dispensado do time em 28 de janeiro mas foi readquirido em 1º de fevereiro.
Em 22 de março de 2022, Dowtin assinou um contrato de 10 dias com o Orlando Magic e em 1º de abril foi readquirido pela Lakeland.
Dowtin juntou-se ao Toronto Raptors para a Summer League de 2022.

### Toronto Raptors (2022–2023)
Em 19 de julho de 2022, Dowtin assinou um contrato bi-lateral com o Toronto Raptors e com o Raptors 905. Em 22 de julho de 2023, ele assinou um contrato padrão com os Raptors, mas foi dispensado em 20 de outubro.

### Philadelphia 76ers / Delaware Blue Coats (2023–Presente)
Em 2 de novembro de 2023, Dowtin se juntou ao Delaware Blue Coats, e em 2 de março de 2024, ele assinou um contrato de duas vias com o Philadelphia 76ers. Em 4 de abril, ele assinou um contrato padrão com os 76ers.
Em 22 de julho de 2024, Dowtin assinou outro contrato de duas vias com os Sixers.

## Estatísticas da carreira

### NBA

#### Temporada regular
| Ano      | Equipe       | PJ | PT | MPJ  | AP   | 3P   | LL    | RT  | AS  | BR  | TO | PPJ |
| -------- | ------------ | -- | -- | ---- | ---- | ---- | ----- | --- | --- | --- | -- | --- |
| 2021–22  | Golden State | 4  | 0  | 7.0  | .500 | .000 | —     | 1.8 | .8  | .0  | .3 | 1.5 |
| 2021–22  | Milwaukee    | 1  | 0  | 3.0  | .000 | .000 | —     | .0  | .0  | .0  | .0 | .0  |
| 2021–22  | Orlando      | 4  | 0  | 19.3 | .263 | .143 | 1.000 | 2.8 | 1.8 | 1.3 | .0 | 3.3 |
| 2022–23  | Toronto      | 25 | 0  | 10.4 | .439 | .313 | .667  | .9  | 1.2 | .4  | .1 | 2.4 |
| 2023–24  | Philadelphia | 12 | 0  | 11.8 | .556 | .474 | .750  | 1.7 | 2.3 | .6  | .1 | 4.3 |
| Carreira | Carreira     | 46 | 0  | 10.3 | .351 | .186 | .805  | 1.4 | 1.2 | .4  | .1 | 2.3 |

### Universitário
| Ano      | Equipe       | PJ  | PT  | MPJ  | AP   | 3P   | LL   | RT  | AS  | BR  | TO | PPJ  |
| -------- | ------------ | --- | --- | ---- | ---- | ---- | ---- | --- | --- | --- | -- | ---- |
| 2016-17  | Rhode Island | 32  | 19  | 22.2 | .418 | .351 | .571 | 1.5 | 2.2 | .5  | .2 | 5.5  |
| 2017-18  | Rhode Island | 34  | 33  | 32.9 | .446 | .387 | .709 | 3.1 | 5.6 | .9  | .5 | 9.6  |
| 2018-19  | Rhode Island | 33  | 33  | 36.6 | .475 | .354 | .745 | 3.4 | 3.7 | 1.4 | .5 | 15.3 |
| 2019-20  | Rhode Island | 29  | 29  | 35.6 | .429 | .360 | .757 | 3.5 | 3.2 | 1.3 | .3 | 13.9 |
| Carreira | Carreira     | 128 | 114 | 31.8 | .442 | .363 | .695 | 2.8 | 3.6 | 1.0 | .3 | 11.0 |